# Борисовский округ
Борисовский округ — единица административного деления Белорусской ССР, существовавшая с июля 1924 по июнь 1927 года. Административный центр — город Борисов.
Образован согласно постановлению ЦИК БССР «Об административно-хозяйственном делении БССР» от 17 июля 1924 года.
Включал 9 районов: Бегомльский, Березинский, Борисовский, Зембинский, Крупский, Лепельский, Плещеницкий, Холопеничский, Черейский.
Упразднён согласно постановлению от 12 апреля 1927 года. Территория распределена между Минским, Оршанским и Полоцким округами.
По данным переписи 1926 года численность населения составляла 381,2 тыс. чел. В том числе белорусы — 85,7 %; евреи — 6,2 %; поляки — 4,2 %; русские — 3,1 %.